# لورا پویترس
لورا پویترس (انگلیسی: Laura Poitras؛ زادهٔ 1964) یک تهیه‌کننده و کارگردان فیلم‌های مستند اهل ایالات متحده آمریکا مقیم برلین است.
پویترس به خاطر اثرش، شهروند شماره چهار برندهٔ جوایز متعددی از جمله جایزه اسکار بهترین فیلم مستند شده است و پیشتر نیز به خاطر اثر دیگری در سال ۲۰۰۷ نامزد همان جایزه شده بود. گزارش افشاگری‌های جاسوسی گسترده (از سال ۲۰۱۳ تا کنون) از سوی پویترس، گلن گرینوالد، اون مکسکیل، و بارتن گلمن باعث اعطای جایزه پولیتزر برای خدمات عمومی سال ۲۰۱۴ مشترکاً به گاردین و واشینگتن پست شد.
وی همچنین برنده جوایزی همچون کمک هزینه گوگنهایم شده است.
او در هفتاد و نهمین دوره جشنواره بین‌المللی فیلم ونیز برنده‌ی جایزه‌ی شیر طلایی بهترین فیلم برای فیلم مستند تمام زیبایی و خون‌ریزی شد.